# Lipa rič (album Tomislava Bralića)
Lipa rič naziv je prvoga samostalnoga albuma Tomislava Bralića objavljenoga 1995. godine. Album je 2007. reizdala diskografska kuća Scardona.

## Popis pjesama (1995.)
| Br. | Skladba                    | Trajanje |
| --- | -------------------------- | -------- |
| 1.  | »Cvita«                    |          |
| 2.  | »Prosuja san mladost«      |          |
| 3.  | »Bure moga kraja«          |          |
| 4.  | »Materine suze«            |          |
| 5.  | »Grad u moru«              |          |
| 6.  | »Volimo se tiho«           |          |
| 7.  | »Ne znam što me tebi vuče« |          |
| 8.  | »Kolajna od zlata«         |          |
| 9.  | »Lipa rič«                 |          |
| 10. | »Tinja lumin«              |          |
| 11. | »Škabrnja«                 |          |

## Vanjske poveznice
- Scardona – Tomislav Bralić: Lipa rič  Arhivirana inačica izvorne stranice od 25. ožujka 2016. (Wayback Machine)
- Discogs.com – Tomislav Bralić: Lipa rič